# 情聖西哈諾
《情聖西哈諾》（英語：Cyrano）是一部2021年美國、英國和加拿大合拍的歌舞愛情劇情片，由喬·萊特執導，艾莉卡·史密德（Erica Schmidt）編寫劇本，彼得·汀克萊傑、海莉·班奈特、小凱爾文·哈里遜、巴希爾·薩拉赫丁及班·曼德森主演。改編自史密德的2018年同名音樂劇，該音樂劇則改編自1897年埃德蒙·罗斯丹戲劇；劇情講述文學大師西哈諾·德·貝傑拉克（汀克萊傑飾演）過於自我意識，不敢向心儀對象蘿珊（Roxanne，班奈特）表白，反透過情書來幫助年輕的克里斯汀（Christian，哈里遜飾演）追求蘿珊。
電影2021年9月2日在特柳賴德影展舉行首映，2021年12月31日加拿大上映；英國2022年1月14日上映；美國2022年1月28日上映。

## 演員
- 彼得·汀克萊傑飾演西哈諾·德·貝傑拉克
- 海莉·班奈特飾演蘿珊（Roxanne）
- 小凱爾文·哈里遜（英语：Kelvin Harrison Jr.）飾演克里斯汀（Christian）
- 巴希爾·薩拉赫丁（英语：Bashir Salahuddin）飾演勒布雷（Le Bret）
- 班·曼德森飾演德吉許（De Guiche）
- 雷·斯特拉坎（Ray Strachan）飾演拉雷（La Rae）[5]

## 製作
米高梅2020年8月宣布獲得本片的版權，改編自艾莉卡·史密德（Erica Schmidt）的2018年同名音樂劇，她也擔任電影版的編劇。喬·萊特被聘來執導電影，Working Title Films製作。音樂劇版演員彼得·汀克萊傑和海莉·班奈特回歸演出各自的角色，班·曼德森與布萊恩·泰瑞·亨利也簽約參演。小凱爾文·哈里遜2020年9月加入演出陣容。巴希爾·薩拉赫丁後來取代了泰瑞·亨利。本片的音樂由國民樂團的成員編曲，他們也為音樂劇版編寫了樂譜和歌詞。
主要拍攝2020年10月在義大利西西里岛展開，正值COVID-19疫情期間。

## 外部連結
- 互联网电影数据库（IMDb）上《情聖西哈諾》的资料（英文）